# Josef Kupper

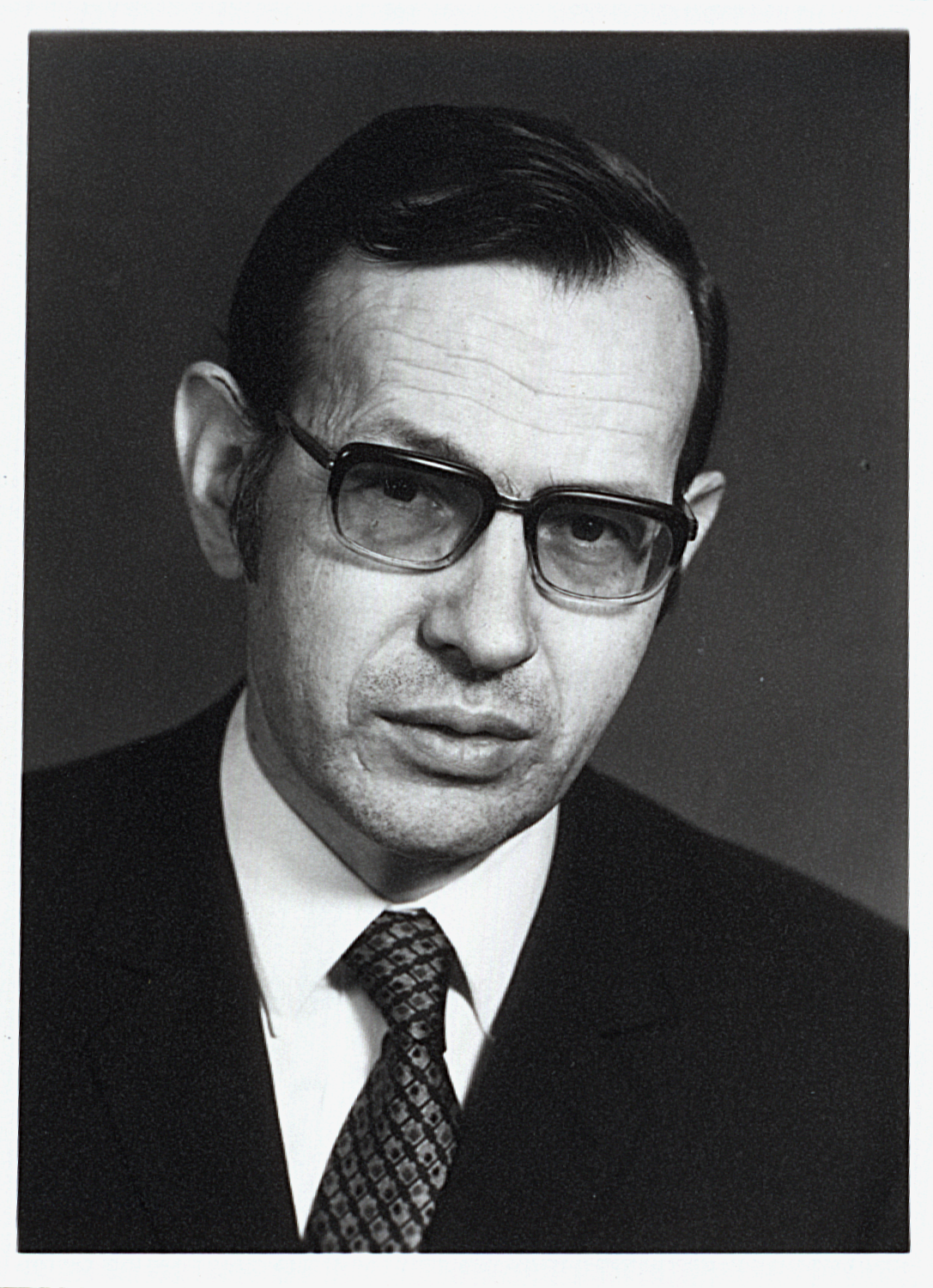
Josef Kupper (1980)

Josef Kupper (* 10. März 1932 in Luzern; † 5. Juni 2017 in Zürich) war ein Schweizer Versicherungsmathematiker und Professor an der ETH Zürich. Bis zu seiner Pensionierung war er stellvertretender Generaldirektor der Rentenanstalt (der heutigen Swiss Life). Daneben war er auch ein erfolgreicher Schachspieler und Schachkomponist.

## Schach
Josef Kupper spielte international etwa bei den Schacholympiaden 1954 in Amsterdam – hier erreichte er mit 10 Punkten aus 14 Partien das zweitbeste Einzelergebnis am Spitzenbrett – 1958 in München, 1964 in Tel Aviv und 1968 in Lugano, und erzielte dabei in 57 Spielen 35 Punkte für die Schweizer Mannschaft. Kupper nahm zwölfmal am Clare Benedict Cup teil und gewann diesen 1958 in Neuchâtel mit der Schweizer Auswahl.
National war er ebenfalls erfolgreich und wurde drei Mal (1954, 1957 und 1962) Schweizer Schachmeister. Im Jahr 1955 erhielt er von der FIDE den Titel Internationaler Meister verliehen. Kupper gewann mehrfach mit der Schachgesellschaft Zürich die Schweizer Mannschaftsmeisterschaft und nahm mit dieser auch am European Club Cup 1975/76 teil.
Auch als Komponist von Schachproblemen tat sich Kupper hervor und verfasste, besonders nach seiner Pensionierung 1997, mehrere hundert Schachaufgaben. Er führte während Jahrzehnten die Schachspalte der Basler «National-Zeitung». Zudem nahm er selbst an der Lösungsweltmeisterschaft 2004 teil und gewann 2002 die Schweizer Lösungsmeisterschaft. 2007 wurde ihm der Titel eines FIDE-Meisters im Problemlösen verliehen.

## Bücher
- Wahrscheinlichkeitstheoretische Modelle in der Schadenversicherung.
- Kampf um die Schachweltmeisterschaft, Reykjavik, 1972: Boris Spasski – Robert Fischer. Buchverlag National-Zeitung, 1972.
- 60 Jahre Freude am Kunstschach. 2008.